# 클라우스 글란
클라우스 글란(독일어: Klaus Glahn, 1942년 3월 23일~)은 서독의 은퇴한 유도 선수로 1964년 하계 올림픽 무제한급에서 동메달, 1972년 하계 올림픽 헤비급 은메달을 획득했으며, 세게 선수권 대회에서 메달 5개(은 3개, 동 2개), 유럽 선수권 대회에서 금메달 3개를 획득했다.

## 경력
하노버에서 태어난 글란은 1958년에 고향의 스포츠 클럽인 슈퇴겐 체육 연맹에서 유도와 레슬링을 수련했다. 이후 1961년 9월에 하노버 경찰 체육단에 입단하여 경찰 신분으로 선수 활동을 했다. 이후 1963년에 처음으로 국가대표 선수로 발탁되었고, 같은 해 5월에 스위스 제네바에서 열린 1963년 유럽 선수권 대회에 참가하여 소련의 안조르 키브로차시빌리를 꺾으며 아마추어 헤비급 부문 우승을 차지했다.
1964년 10월에는 일본 도쿄에서 열린 1964년 하계 올림픽에서 독일 연합 소속으로 참가하였고 무제한급에서 동메달을 획득했다. 1972년에는 뮌헨에서 열린 1972년 하계 올림픽에서 네덜란드의 빔 뤼스카의 뒤를 이어 헤비급 은메달을 획득했으며, 무제한급에서는 5위에 올랐다.
선수로 활동하던 1970년부터 1975년까지 VfL 볼프스부르크 유도단의 감독을 맡으며 유도 선수들을 양성했고, 1982년부터 1985년까지 독일 유도 연맹 부회장, 1985년부터 1988년까지 독일 유도 연맹의 회장과 유럽 유도 연맹의 부회장을 맡았다. 이후 정치인으로 활동하였고, 2009년 유럽 의회 선거에서 연금생활자당(RRP) 소속으로 출마하였다.